# Grodków (gmina)
Grodków – gmina miejsko-wiejska w województwie opolskim, w powiecie brzeskim. W latach 1975–1998 gmina położona była w województwie opolskim.
Siedziba gminy to Grodków.
Według danych z 31 marca 2011 roku gminę zamieszkiwało 19847 osób. Natomiast według danych z 31 grudnia 2017 roku gminę zamieszkiwało 19376 osób.

## Struktura powierzchni
Według danych z roku 2002 gmina Grodków ma obszar 286,39 km², w tym:
- użytki rolne: 77%
- użytki leśne: 14%

Gmina stanowi 32,67% powierzchni powiatu.

## Demografia
Dane z 30.06.2004 i 31.03.2011:

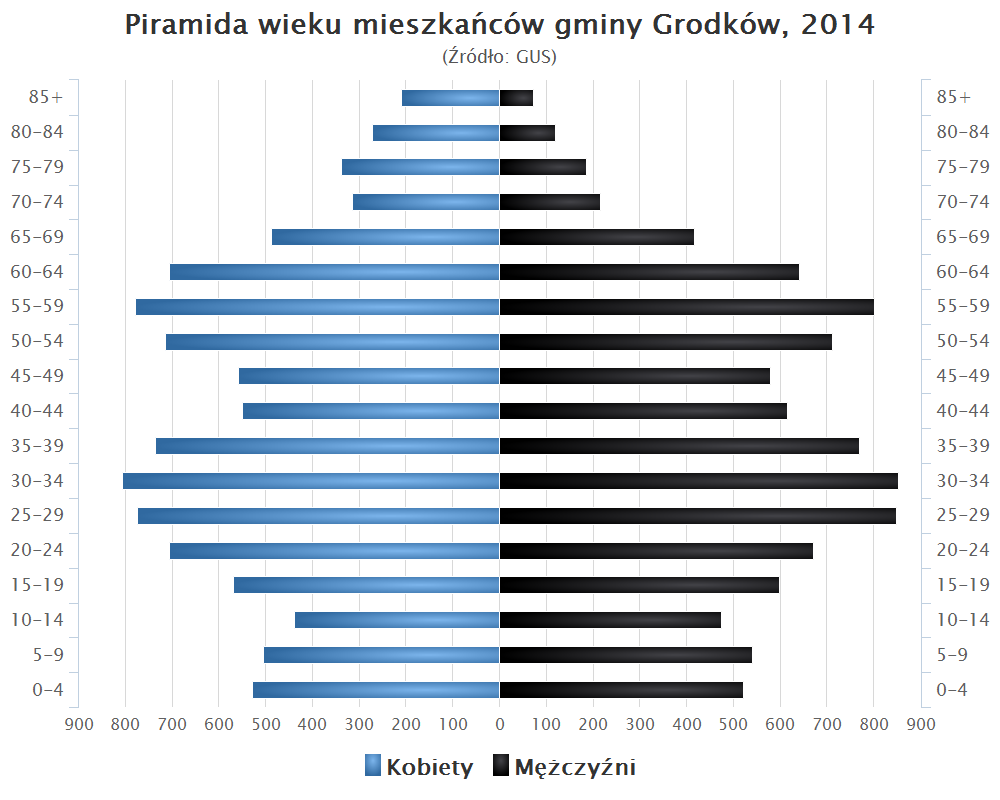
Piramida wieku mieszkańców gminy Grodków w 2014 roku

| Opis                              | Ogółem | Ogółem | Kobiety | Kobiety | Mężczyźni | Mężczyźni |
| --------------------------------- | ------ | ------ | ------- | ------- | --------- | --------- |
| jednostka                         | osób   | %      | osób    | %       | osób      | %         |
| populacja 2004                    | 19 711 | 100    | 9996    | 50,7    | 9715      | 49,3      |
| gęstość zaludnienia (mieszk./km²) | 68,8   | 68,8   | 34,9    | 34,9    | 33,9      | 33,9      |
| populacja 2011                    | 19 847 | 100    | 10106   | 50,9    | 9741      | 49,1      |
| gęstość zaludnienia (mieszk./km²) | 69,3   | 69,3   | 35,3    | 35,3    | 34,0      | 34,0      |

## Sąsiednie gminy
Kamiennik, Niemodlin, Olszanka, Pakosławice, Przeworno, Skoroszyce, Wiązów